# Christoph Schickhardt (Philosoph)
Christoph Schickhardt (* 1978 in Ludwigsburg) ist ein deutscher Philosoph und Wissenschaftler. Seine Forschungsschwerpunkte sind die Kinderethik, Medizinethik und Bioethik, die Datenethik und die Philosophische Anthropologie. Seit 2013 arbeitet Schickhardt als Wissenschaftler im Bereich Ethik der Biomedizin am Nationalen Centrum für Tumorerkrankungen (NCT) des Universitätsklinikums Heidelberg und des Deutschen Krebsforschungszentrums Heidelberg.

## Werdegang
Nach dem Abitur studierte  Schickhardt von 2000 bis 2005 Philosophie an der Universität von Pavia in Italien, mit zwei Auslandssemestern an der Universität von Lausanne in der Schweiz. 2005 bis 2006 ist er für ein halbes Jahr als offizieller Dolmetscher des VfB Stuttgart für Giovanni Trapattoni, den damaligen Cheftrainer der Fußballprofimannschaft, sowie für die italienischen Mitglieder des Trainerstabs tätig gewesen.
Seine Promotion am Lehrstuhl für Praktische Philosophie an der Heinrich-Heine-Universität Düsseldorf bei  Dieter Birnbacher beschloss Schickhardt mit der Dissertation »Kinderethik. Der moralische Status und die Rechte der Kinder« im Dezember 2011.
Von Oktober bis Dezember 2012 ist Schickhardt Academic Visitor am Center for Philosophy of Natural and Social Sciences (CPNSS) an der London School of Economics gewesen. Seit Mai 2013 ist Christoph Schickhardt Wissenschaftler am Nationalen Centrum für Tumorerkrankungen (NCT) des Universitätsklinikums Heidelberg und des Deutschen Krebsforschungszentrums Heidelberg. Seitdem war Schickhardt dort u. a. Wissenschaftlicher Koordinator des Forschungsprojekts »Ethische und Rechtliche Aspekte der Totalgenomsequenzierung« (EURAT) am Marsilius-Kolleg der Universität Heidelberg und als Senior Scientist in die Leitung mehrerer wissenschaftlicher Forschungsprojekte involviert.

## Forschungsthemen

### Kinderethik
Kinderethik beschäftigt sich mit moralischen Fragen, die Kinder und Jugendliche betreffen. Zu diesem Bereich hat Schickhardt mit seiner Dissertation »Kinderethik. Der moralische Status und die Rechte der Kinder« einen umfangreichen Beitrag geliefert, dem die Beschäftigung mit einzelnen Thematiken, wie z. B. zur Stellung der Kinder und Jugendlichen im Wahlrecht, folgten. 2024 erschien sein Buch Nicht systemrelevant. Eine Aufarbeitung der Corona-Politik aus kinderethischer Sicht im Suhrkamp Verlag.

### Medizinethik und Bioethik
Auf den Gebieten der Medizinethik und Bioethik beschäftigt sich Schickhardt mit ethischen, sozialen und datenschutzrechtlichen Fragen, die von der Genetik und Genomik aufgeworfen werden. Er forscht auch zur Nutzung von Patientendaten in der Forschung (Sekundärnutzung von Patientendaten). Schickhardt ist Mitglied der Arbeitsgruppe »Consent« der Medizininformatik-Initiative und des Data Use & Access Committees des Universitätsklinikums Heidelberg. Schickhardt ist an mehreren Praxisempfehlungen und Stellungnahmen zum Umgang mit ethischen Fragen der Genomik und Translationalen Medizin, z. B. zu Zusatzbefunden bei Kindern, beteiligt.

### Datenethik in den Wissenschaften
Entwicklungen wie Digitalisierung und Big Data sowie zunehmende Ansprüche bezüglich Transparenz und Verfügbarkeit von Daten in der datenbasierten wissenschaftlichen Forschung werfen eine Reihe von Fragen auf. Schickhardt beschäftigt sich hier mit den Rechten und Pflichten einzelner Akteure wie Wissenschaftlern, Ärzten und Forschungsförderorganisationen sowie mit Fragen von Data Sharing, Open Science, Data Stewardship und Guter Wissenschaftlicher Praxis.

## Schriften

### Bücher
- Nicht systemrelevant. Eine Aufarbeitung der Corona-Politik aus kinderethischer Sicht, Suhrkamp, Berlin, 2024, ISBN 978-3-518-47265-1.
- Kinderethik. Der moralische Status und die Rechte der Kinder.

Mentis Verlag, Münster, Juli 2012, 2., korr. u. überarb. Aufl. 2016.  (1. Aufl. 2012), ISBN 978-3-95743-062-5.

### Herausgeberschaft
- Drerup J., Schickhardt C. (Hrsg.): Kinderethik: Aktuelle Perspektiven – Klassische Problemvorgaben. Münster, Mentis Verlag 2017, ISBN 978-3-95743-077-9
- Drerup J., Graf G., Schickhardt C., Schweiger G. (Hrsg.): »Justice, Education and the Politics of Childhood. Challenges and Perspectives«. Heidelberg, Springer Verlag, 2016, ISBN 978-3-319-27387-7

### Artikel
- Anger M., Wendelborn C., Schickhardt C.: German funders’ data sharing policies – A qualitative interview study, PlosOne. 2024; 19(2): e0296956 (1-27).
- Winkler E. C., Jungkunz M., Thorogood A., Lotz V., Schickhardt C.: Patient data for commercial companies? An ethical framework for sharing patients’ data with for-profit companies for research, Journal of Medical Ethics, 2023.
- Wendelborn C., Anger M., Schickhardt C.: What is data stewardship? Towards a comprehensive understanding, Journal of Biomedical Informatics, Vol. 140, 2023.
- Anger M., Wendelborn C., Winkler E. C., Schickhardt C.: Neither Carrots nor Sticks? Challenges surrounding Data Sharing from the Perspective of Research Funding Agencies – A Qualitative Expert Interview Study, PLOS One, 2022.
- Jungkunz M., Köngeter A., Mehlis K., Spitz M., Winkler E., Schickhardt C.: Haben Patient*innen die moralische Pflicht, ihre klinischen Daten für Forschung bereitzustellen? Eine kritische Prüfung möglicher Gründe, Ethik Med 34, 195–220 (2022).
- Schickhardt C.: »Ungerechtigkeit als System. […] Kinder als die großen Verlierer der Pandemie […].«, in: Frankfurter Allgemeine Zeitung, (23. Februar 2021), S. 9.
- Schickhardt C., Fleischer, H., Winkler E. C.: Do patients and research subjects have a right to receive their genomic raw data? An ethical and legal analysis, in: BMC Medical Ethics, 21, 7 (2020).
- Schickhardt C.: Kinder im Wahlrecht und in Demokratien. Für eine elterliche Stellvertreterwahlpflicht, in: Zeitschrift für Praktische Philosophie, Band 2, Heft 1, 191-248, 2015.
- Winkler E.C., Schickhardt C.: Ethische Herausforderungen der Genomsequenzierung in der translationalen Forschung und Antworten aus dem EURAT-Projekt, in: LaboratoriumsMedizin (Vol. 38, 4) Band 38, Heft 4, S. 211–220.
- Schickhardt C.: Philosophische Anthropologie. Ihre Natur und ihre Stellung im 20. Jahrhundert (Rezensionsabhandlung), in: Archiv für Rechts- und Sozialphilosophie, Band 97, Heft 1, 2011.
- Schickhardt C.: Ein Kompromissvorschlag. Die Beschneidung lässt sich nicht nach Recht oder Unrecht beurteilen. Deswegen sollte man sie erst nur symbolisch vollziehen, in: Frankfurter Allgemeine Sonntagszeitung (12. August 2012), S. 11.

### Sammelbandbeiträge
- Schickhardt C.: Der Begriff des Kindeswohls in der Moral, in: »Kinderethik: Aktuelle Perspektiven – Klassische Problemvorgaben«, hrsg. von Drerup J., Schickhardt C., Mentis Verlag, Münster, 63-88, 2017, ISBN 978-3-95743-077-9
- Schickhardt C.: Zwang verpflichtet. Der gesetzliche Schulzwang zwischen Kindeswohl und Allgemeinwohl, in: Bildung versus Schulpflicht. Betrachtungen zum Spannungsverhältnis zwischen Schulbesuchspflicht und den Grundrechten der jungen Menschen, hrsg. von Matthias Kern, Tologo Verlag, 47-64, 2016, ISBN 978-3-937797-59-5
- Schickhardt C., Hosley N., Winkler EC.: Researchers’ Duty to Share Pre-publication Data: From the Prima Facie Duty to Practice, in: The Ethics of Biomedical Big Data, hrsg. von Mittelstadt Brent/Floridi Luciano, Springer 2016.
- Schickhardt C.: »Eating Disorders in Minors and the Role of the Media. An Ethical Investigation«, in: Justice, Education and the Politics of Childhood. Challenges and Perspectives, hrsg. von Drerup, J.,Graf, G./Schickhardt, C./Schweiger, G., Springer, 65-86, 2016.